# Cadrema albitarsis
Cadrema albitarsis är en tvåvingeart som först beskrevs av Kertesz 1899.  Cadrema albitarsis ingår i släktet Cadrema och familjen fritflugor. Inga underarter finns listade i Catalogue of Life.